# 모토로라 모토프리즘
모토로라 모토프리즘(영어: Motorola MOTO prism)는 모토로라가 출시한 휴대전화다.